# Escritoterapia

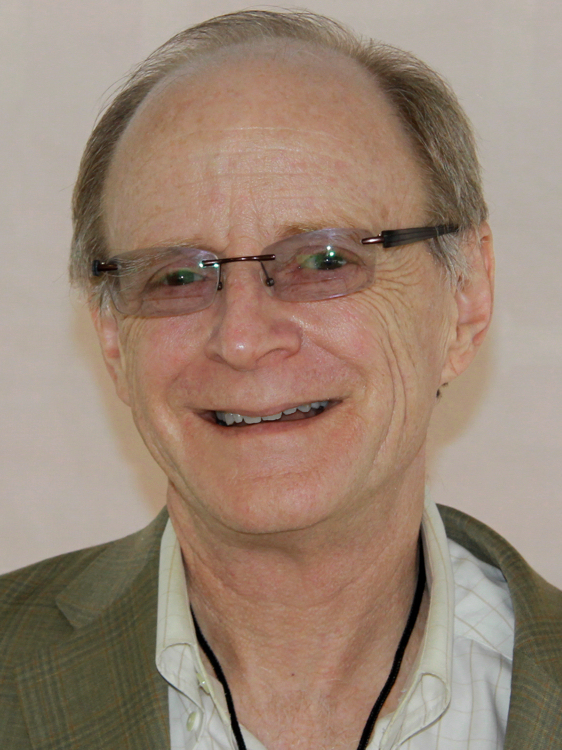
James W. Pennebaker, um dos principais pesquisadores da área.

A escritoterapia ou escrita terapêutica é uma forma de terapia expressiva que usa o ato de escrever e processar a palavra escrita como terapia. A terapia de escrita afirma que escrever seus sentimentos gradualmente alivia os sentimentos de trauma emocional.  A escrita terapêutica pode ocorrer individualmente ou em grupo e pode ser administrada pessoalmente com um terapeuta ou remotamente através do e-mail ou da Internet.

## Prática
O campo da escrita terapia inclui muitos praticantes em uma variedade de ambientes. A terapia geralmente é administrada por um terapeuta ou conselheiro. Várias intervenções existem online. Os líderes de grupos de redação também trabalham em hospitais com pacientes que lidam com doenças mentais e físicas. Nos departamentos universitários, eles ajudam a autoconsciência e o auto-desenvolvimento dos alunos. Quando administrado à distância, é útil para aqueles que preferem permanecer pessoalmente anônimos e não estão prontos para divulgar seus pensamentos e ansiedades mais privados em uma situação presencial.

## Usos
Como na maioria das formas de terapia, a escrita terapia é adaptada e usada para trabalhar com uma ampla gama de questões psiconeuticas, incluindo luto, deserção e abuso. Muitas dessas intervenções assumem a forma de aulas em que os clientes escrevem sobre temas específicos escolhidos por seu terapeuta ou conselheiro. As atribuições podem incluir a escrita de cartas não-existentes para indivíduos selecionados, vivos ou mortos, seguidos de respostas imaginadas do destinatário, ou um diálogo com a garrafa de álcool do alcoólatra em recuperação.
A escritoterapia também é usada para a avaliação psicológica de candidatos a emprego.

## Pesquisadores
Um dos grandes pesquisadores da área é o americano James W. Pennebaker.